# Alan Domingos
Alan Barbosa Domingos (Uberlândia, 15 de fevereiro de 1980), é um voleibolista indoor brasileiro, com registro de alcance de 354 cm no ataque  e 323 cm no bloqueio, atuante na posição de Líbero, serviu a Seleção Brasileira na conquista da medalha de bronze no Campeonato Mundial Juvenil de 1999 na Tailândia, e na categoria adulto conquistou pela seleção o título da Liga Mundial de 2007, semifinalista em 2008 e vice-campeão em 2013.Conquistou a medalha de ouro no Campeonato Mundial de 2010 na Itália, também foi medalhista de ouro no Campeonato Sul-Americano de 2013 no Brasil e campeão da Copa Pan-Americana de 2013 no México.Em clubes foi campeão da Copa CEV 2008-09 e medalhista de prata no Campeonato Mundial de Clubes de 2014 no Brasil.

## Carreira
Seus primeiros passos no voleibol ocorreram em Campo Grande, no Estado do Matogrosso do Sul e no ano de 1996 iniciou sua trajetória profissional ingressando o Olympikus/Telesp na categoria infanto-juvenil, na época com sede em Campinas.
Estreou em edições da Superliga Brasileira A na temporada 1997-98 pelo Olympikus/RJ, antes com sede em Campinas e conquistou o vice-campeonato.
Representou a Seleção Carioca no Campeonato Brasileiro de Seleções, divisão especial, categoria juvenil, no ano de 1998, conquistando o vice-campeonato, sediado em Curitiba; pela equipe adulta do Olympikus/RJ foi campeão do Campeonato Carioca em 1998 e em sua segunda edição de Superliga Brasileira A, chegou atuar em alguns jogos como Ponta e registrou dois pontos de saques na edição da jornada 1998-99 e encerrou na terceira colocação.
Recebeu convocação para integrar a categoria juvenil de base da Seleção Brasileira e disputou a edição do Campeonato Mundial Juvenil em 1999, na cidade de Ubon Ratchathani, na Tailândia, e nesta competição obteve a medalha de bronze, sendo o Melhor Defensor e Melhor Receptor de todo campeonato.
Transferiu-se para o Unisul/SC e conquistou o título do Campeonato Catarinense de 1999 e alcançou o vice-campeonato na Superliga Brasileira A 1999-00, registrando quatro pontos de saque.
Renovou com a Unisul/Pierry Sport e disputou as competições da jornada esportiva 2000-01 e disputou o Campeonato Catarinense (Copa Unimed) de 2000 e conquistou o vice-campeonato do Torneio Camino Al Mundial, na Argentina, foi vice-campeão da Supercopa dos Campeões, alcançou o bronze na Copa Sul.Disputou a fase final do Campeonato Catarinense, conquistando o título e conquistou a medalha de ouro  nos Jogos Abertos de Santa Catarina (Jasc) , representando a cidade de  Florianópolis que há trinta e sete anos não obtinha tal resultado e disputou mais uma edição da Superliga Brasileira A 2000-01 e ficou com o bronze na edição.
Atuou por outro clube catarinense na temporada seguinte, assinou contrato com o Intelbrás/São José /SC, ocasião que encerrou na décima colocação na Superliga Brasileira A 2001-02.Na temporada 2002-03, foi contratado pela Ulbra/RS e conquistou o bronze na Supercopa dos Campeões título do Campeonato Gaúcho de 2002 e conquistou seu primeiro título nacional, na  Superliga  Brasileira A 2002-03.
Continuou na temporada 2003-04 pela Ulbra/São Paulo F.C.,  parceria entre a Ulbra e o São Paulo Futebol Clube, obtendo  em 2003 os títulos do Campeonato Gaúcho e  do Campeonato Paulista e foi vice-campeão por este clube na Superliga Brasileira A 2003-04.
Transferiu-se para o voleibol europeu na jornada esportiva seguinte, foi contratado pelo time belga do Noliko Maaseik e foi vice-campeão da Liga A Belga e campeão da Copa da Bélgica de 2004 e disputou sua primeira edição da Liga dos Campeões da Europa 2004-05 por este clube e  avançou apenas até o Playoff 06.
Foi repatriado na temporada 2005-06 pela Unisul/Nexxera;conquistou o título do Campeonato Gaúcho de 2005; foi vice-campeão do Campeonato Paulista de 2005, quando por este clube representou o Barueri no referido certame, originando a alcunha Unisul/Barueri, e nesta parceria  conquistou o título da Copa São Paulo de 2005 e disputou a Superliga Brasileira A 2005-06 e conquistou o bronze nesta edição e destacaou-se com o terceiro melhor atleta no fundamento de defesa.
Prosseguiu no voleibol nacional pela equipe da Ulbra/Uptime e sagrou-se mais uma vez campeão do Campeonato Gaúcho de 2006, também da Copa Samsung 2006 e  da Copa Brasil Sul no mesmo ano e na Superliga Brasileira A 2006-07 conquistou o bronze e foi o atleta de Melhor Defesa da edição.
Em 2007 surge sua primeira convocação para Seleção Brasileira, na categoria adulto, e ocorreu na edição da Liga Mundial de 2007, cuja fase final foi sediada em Katowice e ele participou da campanha da conquista de mais um título nesta competição, não disputando a fase final.
Em 2007 foi contratado pelo Sada/Betim e permaneceu por pouco meses, quando recebeu proposta do voleibol russo e se transferiu para o Dínamo Moscou, e paralelamente disputava pela seleção principal a Liga Munidal 2007.
Novamente transfere-se para Europa  e defendeu o clube russo do Dínamo Moscou na temporada  2007-08, período que  conquistou a Superliga Russa A conquistando também o título da Copa da Rússia e da Supercopa nesta temporada e disputou sua  segunda edição da Liga dos Campeões da Europa referente ao período 2007-08, avançando aos “playoffs 12 teams”.
Em 2008 foi convocado para Seleção Brasileira para disputar a Liga Mundial de 2008, vestindo a camisa#19, atuou em algumas partidas como titular na fase classificatória, não disputou a fase final foi no Rio de Janeiro, onde a equipe brasileira finalizou na quarta colocação.
Continuou no voleibol russo passando a representar Lokomotiv-Belogorie nas competições 2008-09, finalizando na quinta posição na Superliga Russa A correspondente e conquistou  o título inédito na Copa CEV 2008-09, cuja fase final ocorreu em Atenas, na Grécia e antes do final da temporada rompeu o tendão de Aquiles.
Voltou para o Brasil e foi contratado na jornada 2009-10 pelo Sky/Pinheiros, passou por duas cirurgias no joelho, um problema no tornozelo esquerdo ficou um ano e três meses sem jogar, retornando no returno da Superliga Brasileira A correspondente em seu retorno substituiu o ponteiro Giba em seu primeiro jogo oficial pelo clube e conquistou o bronze nesta edição.
Em 2010 é convocado para Seleção Brasileira para disputar o Campeonato Mundial na Itália, na condição de líbero reserva, após problemas de contusões sérias retorna a representar o pa, vestindo a camisa#4 conquista a medalha de ouro.
No período esportivo seguinte representou o clube paranense do MM/Londrina/Sercomtel e por este disputou a Superliga Brasileira A 2010-11 encerrando na nona posição.
Em 2011 foi convocado para Seleção Brasileira para disputar a Liga Mundial  deste ano, mas sofreu uma lesão no punho direito ainda quando disputar o Campeonato Mundial de 2010, ficando de fora da competição, após constatar ser uma fratura.
Despertou interesse do RJX/Grupo EBX e foi contratado para o período esportivo 2011-12 obteve o título da Copa Volta Redonda de 2011, além da conquista em 2012 do Campeonato Carioca referente a 2011 de forma invicta, perdendo apenas um set em toda competição, participou da primeira vitória do clube em sua estreia na Superliga Brasileira A na qual finalizou na quarta colocação da Superliga Brasileira A 2011-12.
Em 2012 casou-se.Foi contratado pelo Medley/Campinas para as competições do período de 2012-13 foi vice-campeão da Copa São Paulo de 2012 e  foi vice-campeão do Campeonato Paulista no mesmo ano e ouro nos Jogos Abertos do Interior de 2012 de Bauru e encerrou  na quinta posição na Superliga Brasileira A 2012-13 e nas estatísticas ocupou a sexta colocação entre os melhores defensores.
Recebeu convocação para Seleção Brasileira em 2013 antes da fase final da Liga Mundial, vestindo a camisa#10,  conquistou o vice-campeonato, edição cuja fase final ocorreu em Mar del Plata, na Argentina e foi convocado também para Seleção Brasileira de Novos e disputou a Copa Pan-Americana sediada na Cidade do México-México e conquistou a medalha de ouro da edição, vestiu a camisa#1.
Ainda em 2013 atuou pela Seleção Brasileira na edição do Campeonato Sul-Americano realizado em Cabo Frio, no Brasil, vestindo a camisa#10 conquistou a medalha de ouro.
Renovou com Vôlei Brasil Kirin/Campinas e conquistou o vice-campeonato no Campeonato Paulista de 2013 e bronze na Copa Brasil de 2014 sediada em  Maringá, PR e pela Superliga Brasileira A 2013-14 avançou até as semifinais encerrando com o bronze, sendo o décimo segundo atleta com  melhor defesa.Ainda em 2014 atuou pelo Brasil Kirin/Campinas e disputou a Copa São Paulo de 2014, ficando de fora devido uma lesão nas costas, sagrando-se campeão.
Após a Superliga Brasileira A 2013-14, ele foi contratado pelo Al-Rayyan S.C para disputar  exclusivamente a edição do Campeonato Mundial de Clubes em Betim, no Brasil,vestindo a camisa#16,  conquistando a medalha de prata e premiado como o Melhor Líbero de toda competição.
Renovou contrato com Vôlei Brasil Kirin/Campinas para a temporada 2014-15, conquistando o título da Copa São Paulo e disputou a Superliga Brasileira A 2014-15 e disputou a edição da Copa Brasil de 2015, em Campinas conquistando o vice-campeonato; e na superliga finalizou com a quinta colocação.
Na temporada 2015-16 transfere-se para o voleibol romeno, sendo contratado pelo C.S.Stiinta Explorari Baia Mare, onde passou a vestir a camisa#6 da equipe e contribuiu para a equipe avançar para as semifinais do da Copa da Romênia conquistando o vice-campeonato e por este clube avançou as semifinais da Liga A Romena 2015-16 e perdendo nesta fase e disputará o bronze da edição.

## Títulos e resultados
- Liga Mundial de Voleibol:2008[43]
- Copa Brasil:2015[101]
- Copa Brasil:2014[90]
- Copa da Romência:2016[106]
- Superliga Brasileira A:2002-03[3]
- Superliga Brasileira A:1997-98[4],1999-00[3],2003-04[3]
- Superliga Brasileira A:1998-99[3],2000-01[15],2005-06,2006-07,2009-10[52],2013-14[90]
- Superliga Brasileira A:2011-12[67]
- Superliga Russa A:2007-08[36]
- Supercopa da Rússia:2007-08[37]
- Copa da Rússia:2007-08[37]
- Liga A Belga :2004-05[18]
- Copa da Bélgica:2004[18]
- Supercopa de Clubes Campeões:2000[3]
- Supercopa de Clubes Campeões:2002[3]
- Copa Sul:2000[3]
- Copa Samsung de Clubes:2006[29]
- Copa Brasil Sul:2006[29]
- Jasc:2000[12],2012[73]
- Torneio Camino Al Mundial de Clubes:2000[10]
- Campeonato Paulista: 2005[25], 2012[72], 2013[90]
- Campeonato Gaúcho:2002 2003[17]
- Campeonato Carioca:1998[6],2011[65]
- Campeonato Catarinense: 1999[9],2000[11],2005[9][22][23],2006
- Copa São Paulo:2005[26],2014[98]
- Copa São Paulo: 2012[71]
- Copa Volta Redonda:2011[63]
- Campeonato Brasileiro de Seleções Juvenil:1998[3][5]

## Premiações individuais
- Melhor Líbero do Campeonato Mundial de Clubes de 2014[96]
- 6º Melhor Defensor da Superliga Brasileira A de 2012-13[76]
- 3º Melhor Defensor da Superliga Brasileira A de 2006-07[31]
- 3º Melhor Defensor da Superliga Brasileira A de 2005-06[28]
- Melhor Defensor do Campeonato Mundial Juvenil de 1999[8]
- Melhor Receptor do Campeonato Mundial Juvenil de 1999[8]